# Dimítrios Ypsilántis (dème)
Le dème de Dimítrios Ypsilántis, en grec moderne : Δήμος Δημητρίου Υψηλάντη / Dímos Dimitríou Ypsilándi,  est un ancien dème du district régional de Kozáni, en Macédoine-Occidentale, Grèce. Depuis 2010, il est fusionné au sein du dème de Kozáni.
Selon le recensement de 2011, la population du dème s'élève à 2 335 habitants.
Le dème est baptisé en référence à Dimítrios Ypsilántis, homme d'État grec au service de la Russie, puis de l’indépendance grecque.